# 新佐賀橋
新佐賀橋（しんさがばし）は、埼玉県鴻巣市吹上本町と、同市鎌塚の間を流れる元荒川に架かる、鴻巣市道吹41号線の道路橋である。また、たいこ橋の異名もある。土木学会選定の選奨土木遺産に選ばれている。

## 概要
橋は元荒川では唯一のコンクリートアーチ橋で、1933年（昭和8年）6月竣工した。地元住民を中心に「たいこ橋」とも呼ばれている。橋長15.40メートル、全幅員6.40メートル、幅員5.5メートル、支間長15.4メートルの単径間上路式RC開腹アーチ橋である。橋の表面はモルタルで仕上げられている。橋は橋軸が流路に対しやや斜めに交差しているため斜橋である。橋全体が桜色（淡いピンク）に塗装されている。幹線から外れたこともあり、橋の交通量は少なく、橋の損傷も軽微で状態は良好である。
橋自体の美しく特徴あるアーチ構造のデザインの他、近隣住民の親水の場であることや、桜まつりのランドマークであり、景観上も優れた貴重な土木遺産であることが評価され、鴻巣市では初で埼玉県では7例目となる土木学会選奨土木遺産に認定された。左岸側橋詰に案内看板も設置されている。また、土木学会による「近代土木遺産2800選Bランク（県指定文化財クラス）」にも選出されている。

## 歴史
荒川の旧流路である元荒川は、吹上の付近で屈曲を繰り返していた河川であった。その屈曲する河道の河川改修（捷水路の開削）が1931年（昭和6年）に実施された際に新たに架けられたのが現行の橋である。それまでは中山道により近い位置を流れていた流路に佐賀橋が架けられていた。忍松山路線に属する行田と吹上を結ぶ主要な交通路であった。なお、中山道は元荒川を渡らず、西に折れながら熊谷の熊久橋まで元荒川の右岸側沿いを並行していた。
橋名は佐賀橋に対する新橋という意味であるが、佐賀橋が架かる付近一帯は古くは加賀藩にゆかりの地であったようで、その「加賀」が「佐賀」（サガ）に訛化したという説がある。古くからの住民には梅鉢を家紋に持つ家も多い。なお、付近に「佐賀」という地名はあくまで通称であり、地図上には存在しない。また、佐賀橋（嵯峨橋）は足立郡と埼玉郡の両郡郡界上にあり、その「さかひ（さかい）」から「さが」に転じたという説もある。
皇族が度々通る道であったらしく、そのためなのかは定かではないが、橋全体に当時としては奇抜かつモダンな装飾が施され、県内の橋では他に例を見ない。高欄には花の模様があしらわれており、親柱やアーチリブにも歯飾りや幾何学的な模様が刻まれている。朝香宮鳩彦王や昭和天皇の名代も馬に跨ってここを通り、陸軍大演習の演習場（現熊谷青果市場の南側）で合同演習を観覧したという。道路はその後の舗装により架設当時より路面がかさ上げされている。
架設当初は吹上村（吹上町）の橋であったが、2005年（平成17年）10月1日の編入合併（平成の大合併）により橋の所在地が鴻巣市となった。
2012年（平成24年）11月には土木学会選奨土木遺産に認定された。
2017年（平成29年）に橋の修繕が実施され、断面修復および表面保護が行なわれた。また、5年おきに橋の点検が実施され、直近では2021年（令和3年）度に行なわれた。

## 周辺
橋は吹上駅より徒歩10分の場所にある。付近はかつての吹上宿で、吹上地域（旧吹上町）の市街地となっている。荒川の両岸に沿って500本もの桜が植樹され、開花期は花見の名所である。「埼玉の自然百選」や「一度は見に行きたい日本の桜名所＆名桜700景」のひとつに選定されている。1987年（昭和62年）度より元荒川の公園化事業が行なわれ、親水公園が整備されている。かつては昔の子供たちはここでプール代わりに遊んだという。昭和30年代以降に相次いだ橋の架け替えや大規模改修により、昭和初期の現存する古い橋は今や新佐賀橋と旧国道の吹上橋だけとなった。
- 佐賀橋 - 鴻巣市道吹96号線に架かる擬似木調RC桁橋。歴史的にはこちらの橋が古く、武蔵国郡村誌の足立郡吹上村の項に長さ三間半（約6.4メートル）幅一間（約1.8メートル）で石造の「嵯峨橋」について記されている。石橋桁橋のサガ（嵯峨）橋に忍馬車鉄道（後の行田馬車鉄道）の木橋のサガ橋も併設されていた[15][16]。1933年（昭和8年）に現在の場所に架けられたが欄干がなく幅員の狭さもあって危険であったため[10]、1962年（昭和37年）に現行の橋に架け替えられた[1]。
- 吹上橋 - RC単純桁橋。旧国道（現県道365号・307号）の橋で1933年（昭和8年）3月竣工。こちらは同時期の竣工でありながら本橋とは対照的に実用重視の単純なデザイン[3]。戦車を通すこともできた堅牢な設計である[15]。
- 鎌塚イベント公園
- 鴻巣市消防団第13分団
- 吹上商工会館